# Ванесса Накате
Ванесса Накате (15 листопада 1996 , Кампала ) — угандійська активістка за кліматичну справедливість. Стала знаменитістю в грудні 2018 року активною діяльністю проти наслідків глобального потепління у своїй країні.

## Раннє життя
Ванесса Накате виросла в столиці Уганди, районі Кампала. Вона закінчила бізнес-школу Університету Макерер за спеціальністю бізнес-адміністрування з маркетингу.

## Екоактивізм
Натхненна активізмом Ґрети Тунберг, Накате вирішила розпочати власний кліматичний рух в Уганді і почала одиночний страйк проти бездіяльності влади щодо кліматичної кризи в січні 2019 року. Кілька місяців вона була самотньою демонстранткою біля воріт парламенту Уганди. Згодом інші молоді люди почали відповідати на її заклики в соціальних мережах, щоб допомогти привернути увагу до важкого становища тропічних лісів Конго. Накате заснувала рух «Молодь для майбутньої Африки» та африканський рух «Піднімайся».
У грудні 2019 року Накате була однією з небагатьох молодіжних активісток, які виступили на зборах COP25 в Іспанії.
На початку січня 2020 року вона приєдналася до близько 20 інших молодіжних кліматичних активісток з усього світу, щоб опублікувати лист до учасників Всесвітнього економічного форуму в Давосі, закликаючи компанії, банки та уряди негайно припинити субсидування видобутку горючих корисних копалин. Вона була однією з п'яти міжнародних делегаток, запрошених на Arctic Basecamp в табір разом з ними в Давосі під час Всесвітнього економічного форуму. Пізніше вона з делегатами приєдналася до кліматичного маршу в останній день Форуму.
У жовтні 2020 року Накате виступила з промовою на Міжнародній лекції миру Десмонда Туту, закликаючи світових лідерів «прокинутися» і визнати зміну клімату кризою, пов'язавши її з бідністю, голодом, хворобами, конфліктами та насильством проти жінок і дівчат. «Зміна клімату — це кошмар, який впливає на всі сфери нашого життя», — сказала вона. «Як ми можемо викорінити бідність, не помічаючи цієї кризи? Як ми можемо досягти відсутності голоду, якщо кліматичні зміни залишають мільйони людей без їжі? Ми побачимо катастрофу за катастрофою, виклик за викликом, страждання за стражданням (…), якщо з цим нічого не буде зроблено». Вона також закликала лідерів «покинути свою зону комфорту і побачити небезпеку, в якій ми знаходимося, і щось зробити з нею». Це питання життя і смерті".
Накате розпочала проєкт Green Schools, ініціативу з відновлюваної енергії, яка спрямована на переведення шкіл в Уганді на сонячну енергію та встановлення екологічно чистого опалення у цих школах. На даний момент проєктом проведено інсталяцію у шести школах.
9 липня 2020 року Анджеліна Джолі взяла інтерв'ю у Ванесси Накате про активізм і силу африканських голосів у русі за кліматичну справедливість. У серпні журнал «Jeune Afrique» назвав її в числі 100 найвпливовіших африканців. У серпні 2020 року Ванесса Накате приєдналася до колишнього генерального секретаря ООН Пан Гі Муна на форумі Альпбах, щоб обговорити кліматичний активізм.
У вересні Накате виступила на панелі під назвою «Створення ери трансформаційного кліматичного лідерства» для Інституту світових ресурсів; вона розповіла про свою точку зору в «Бесідах з кліматичними змінами» для Oxfam. Ванесса Накате була оголошена ООН серед 13 молодих лідерів SDG у 2020 році Накате увійшла до списку 100 жінок OkayAfrica — ексклюзивної платформи, яка відзначає щороку 100 жінок, що продемонстрували передовий досвід серед діаспори під час Місяця жіночої історії. Накате увійшла до числа найвпливовіших молодих африканців у 2020 році за версією «YouthLead». Накате була основною доповідачкою на Берлінському діалозі з перехідної енергетики 16 березня 2021 року разом з іншими відомими світовими лідерами. У своєму виступі вона розкритикувала Федеральне міністерство закордонних справ Німеччини за рішення здійснити перевірку внеску молодіжних кліматичних активістів, яка не застосовувалася до інших запрошених доповідачів.
У статті, опублікованій у The Guardian у жовтні 2021 року Накате стверджувала, що країни та корпорації, які значною мірою відповідають за викиди парникових газів, повинні компенсувати африканським країнам і громадам збитки за наслідки, спричинені глобальним потеплінням, від яких вони зараз страждають.
В інтерв'ю 2019 року з Емі Гудман для Democracy Now! Накате висловила свою мотивацію до кліматичних дій: «Економіка моєї країни повністю аграрна, тому більшість людей залежить від сільського господарства. Отже, якщо наші ферми знищені повенями та посухами, то падає врожайність. А це означає, що ціни на продукти харчування піднімуться. Тому купувати їжу зможуть лише найпривілейованіші верстви населення. І вони є найвпливовішими в наших країнах, тими, хто зможе пережити кризу продовольства, а більшість людей, які живуть у селах і сільських громадах, мають проблеми з отриманням їжі через високі ціни. А це призводить до голоду і смертності. Буквально в моєму окрузі відсутність дощу означає голод і смерть для менш привілейованих»

## Політичні погляди
Накате входить до ради Прогресивного Інтернаціоналу, міжнародної організації, яка просуває прогресивну ліву політику. Вона критикувала капіталізм, пов'язуючи його з деградацією довкілля.

## Расизм
У січні 2020 року інформаційне агентство Associated Press (AP) вирізало Накате з фотографії, на якій вона з'явилася разом з Гретою Тунберг та активістками Луїзою Нойбауер, Ізабель Аксельссон та Лукіною Тілле після того, як усі вони відвідали Всесвітній економічний форум. Накате звинуватила ЗМІ в расистському ставленні. Пізніше Associated Press змінило фотографію і вказало, що не було злих намірів у цих діях. 27 січня 2020 року виконавча редакторка AP Саллі Базбі написала в Твіттері вибачення, використовуючи свій особистий обліковий запис, сказавши, що їй шкода від імені AP. Накате відповіла, що не вірить заяві AP чи їхнім вибаченням, далі відповівши: «Як би цей інцидент не завдав мені болю особисто, я рада, що він привернув більше уваги до активістів в Африці… Можливо, ЗМІ почнуть звертати на нас увагу не тільки тоді, коли ми станемо жертвами кліматичних трагедій».

## Нагороди
Накате отримала нагороду Haub Law Environmental Award 2021 на знак визнання її громадянської дипломатії в донесенні голосу свого покоління до глобальних екологічних кампаній і за її надихаючий кліматичний активізм в Уганді та за її межами.
Ванесса Накате та шість інших молодих активістів відзначені самітом молодих активістів 2020 року під час панельної дискусії про світ після COVID-19. Об'єднує понад 8600 людей із приблизно 100 країн.
Накате увійшла до списку 100 жінок BBC, оголошеного 23 листопада 2020 року
Вона також увійшла до списку Time100 Next, опублікованого журналом TIME 17 лютого 2021 року, її портрет потрапив на обкладинку часопису TIME від 8 листопада/15 листопада 2021 року.